# Virotia neurophylla
Virotia neurophylla är en tvåhjärtbladig växtart som först beskrevs av André Guillaumin, och fick sitt nu gällande namn av P.H.Weston & A.R.Mast. Virotia neurophylla ingår i släktet Virotia och familjen Proteaceae. Inga underarter finns listade i Catalogue of Life.